# Ruggero Leoncavallo

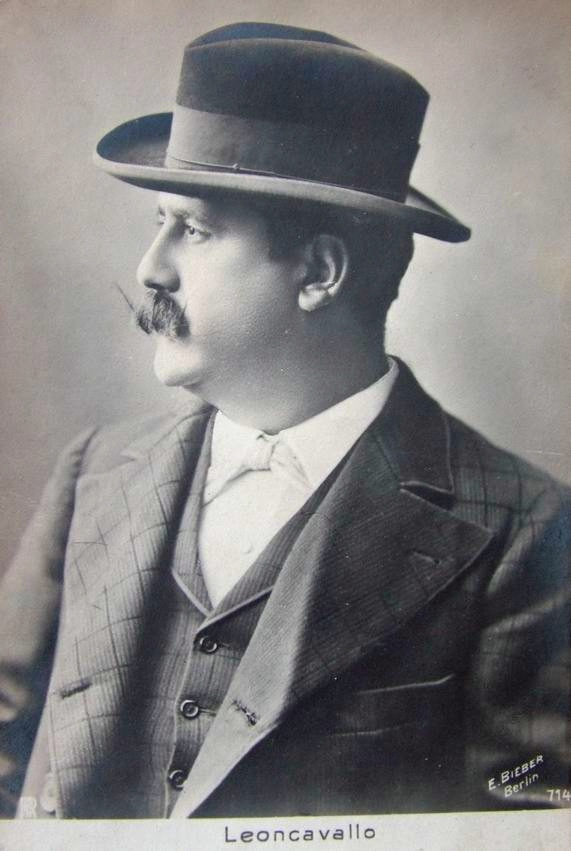

Ruggero Leoncavallo (Napoli, 23 aprile 1857 – Montecatini Terme, 9 agosto 1919) è stato un compositore e librettista italiano, autore di opere liriche e operette.

## Biografia
Ruggiero (detto Ruggero) Leoncavallo nacque il 23 aprile 1857 nel quartiere Chiaia di Napoli. Il padre Vincenzo lavorava come magistrato regio, il che comportò numerosi trasferimenti familiari in varie località del sud Italia. Dopo Napoli la famiglia si spostò a Sanza: lì il padre Vincenzo venne allarmato dalle gravi condizioni fisiche della consorte, Virginia D'Auria, malata e in stato di avanzata gravidanza; il dottor Costabile Cilento, al tempo molto celebre, prescrisse alla gestante il cambiamento di clima, e per questo motivo Vincenzo chiese ed ottenne il trasferimento a Castellabate, dove rimase fino al 29 novembre 1860. Nei registri della basilica pontificia di Castellabate risulta la nascita di Irene Leoncavallo, nata e dipartita a Castellabate alle ore 12 dell'8 luglio 1859.

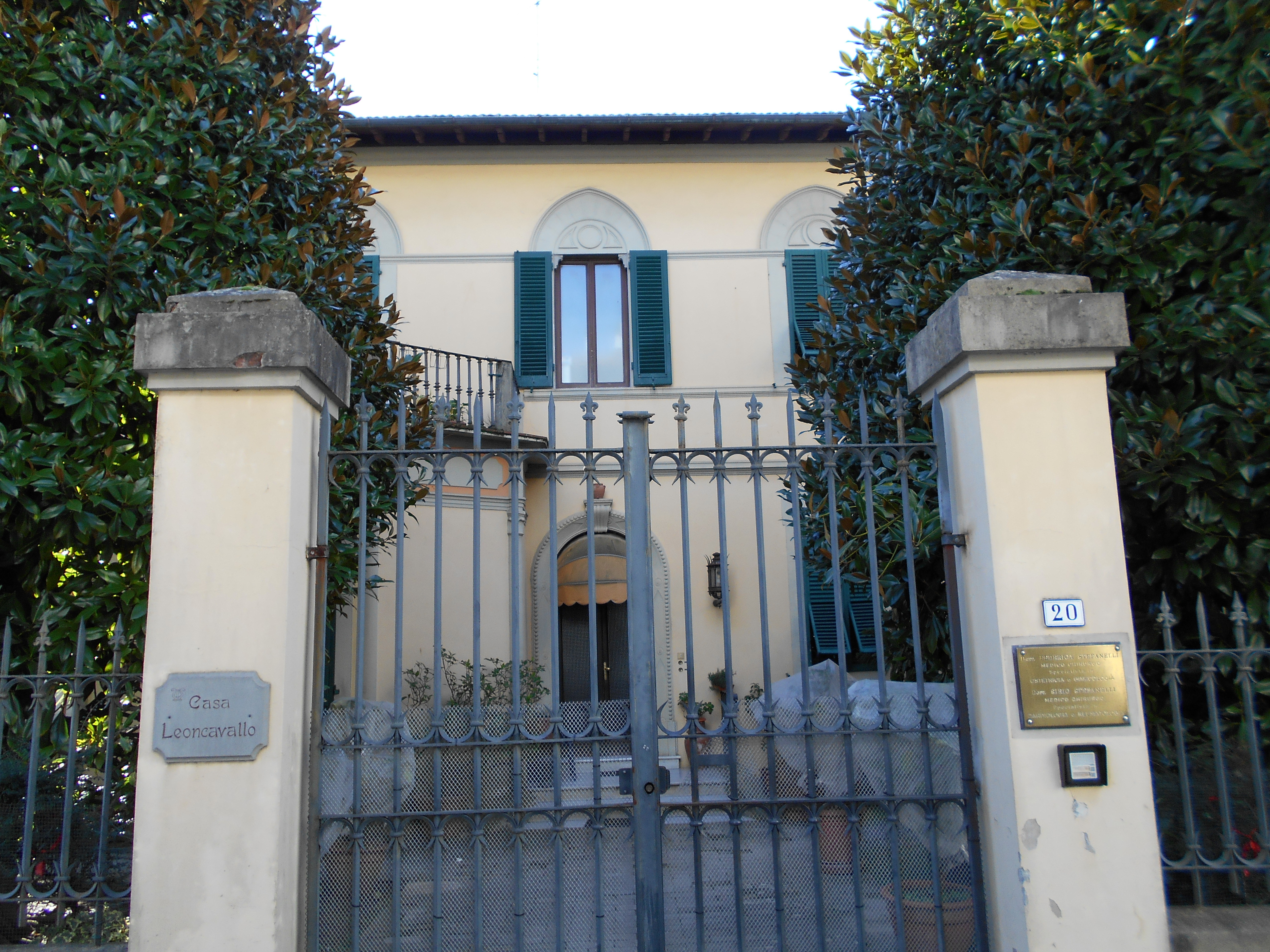
La sua casa a Montecatini Terme

### Giovinezza
Successivamente la famiglia si trasferì anche a Eboli, Cava de' Tirreni e poi a Montalto Uffugo in provincia di Cosenza, dove il padre fu pretore. Lì Ruggero trascorse gli anni della sua spensierata fanciullezza, ricca di giochi e di esperienze che avrebbero caratterizzato il suo carattere da adulto. Contemporaneamente si appassionò alla natura e al folklore locale, che offriva eventi dagli abiti sontuosi come le feste delle Rosetane e delle donne Arbëreshë di San Benedetto Ullano, e iniziò ad avvicinarsi allo studio della musica grazie alle lezioni del maestro Sebastiano Ricci su una spinetta, attualmente conservata presso il locale Istituto degli Ardorini. Leoncavallo restò legato per tutta la vita a Montalto Uffugo: nel 1903 la città gli conferì la cittadinanza onoraria e tuttora vi si svolge l'annuale Festival Leoncavallo.
A Montalto Uffugo, insieme alle belle esperienze, il piccolo Ruggero ne visse anche una drammatica, quando la sera del 4 marzo 1865 assistette all'omicidio del suo accompagnatore e domestico di casa, il giovane Gaetano Scavello, che fu ferito a morte dai fratelli D'Alessandro all'uscita del convento domenicano dove si erano recati per assistere ad una rappresentazione teatrale. Questo episodio sconvolse la vita del paese e anche quella di Ruggero, che 27 anni dopo, nel 1892, riuscì a trasformarla in Pagliacci, considerata una delle opere liriche più belle e più rappresentate al mondo". Nell'edificio dove ebbe inizio la vicenda di Pagliacci, all'interno dell'ex convento domenicano del XV secolo attuale sede del Municipio, è stato realizzato il Museo Leoncavallo di Montalto Uffugo, dedicato completamente alla vita e alle opere del compositore: all'interno sono conservate testimonianze importanti tra cui il suo pianoforte (donato dalla famiglia Ciseri), la sua bacchetta, numerosi spartiti, lettere autografe, dischi e cimeli di ogni genere, fra cui alcuni bozzetti scenici dipinti dal pittore montaltese Rocco Ferrari su richiesta del compositore per la realizzazione delle scenografie della prima rappresentazione parigina di Pagliacci nel 1902.

### Gli studi musicali
Nel 1873 il padre venne trasferito a Potenza subito dopo la morte della madre, Virginia. Ruggero nel frattempo studiava pianoforte al Conservatorio di San Pietro a Majella di Napoli sotto la guida di Beniamino Cesi, e si recava a Potenza nei periodi estivi insieme al fratello Leone, dove lavorava dando lezioni di pianoforte ai piccoli del posto. Successivamente si spostò a Bologna, dove ebbe modo di conoscere Richard Wagner, che nel dicembre del 1876 era arrivato in città per la rappresentazione di Rienzi e del quale Leoncavallo era un ammiratore, e il giovane Giovanni Pascoli. Cominciò a lavorare a un progetto che chiamò Crepusculum (un richiamo al wagneriano Il crepuscolo degli dei), ideata come una trilogia ispirata al Rinascimento, ma presto l'abbandonò in favore del Chatterton, un'opera di soggetto romantico di cui scrisse musica e libretto in pochi mesi, ma che non fu rappresentata per parecchi anni poiché l'impresario che doveva metterla in scena non mantenne l'impegno.
Concluso il periodo bolognese Leoncavallo rientrò per un paio di mesi a Potenza per il servizio di leva. Subito dopo tornò a Bologna per cercare di vendere la sua prima opera, ma non trovando compratori rincasò deluso a Potenza dove rimase circa un anno e iniziò a scrivere quella che sarebbe poi diventata l'opera Pagliacci, come risulta da un documento del 1912, suonando un pianoforte a parete attualmente situato nel Teatro Francesco Stabile della città lucana.
Successivamente Leoncavallo visitò per un breve periodo l'Egitto per poi spostarsi a Parigi, dove soggiornò per sei anni a partire dal 1882: qui lavorò come insegnante di canto e conobbe varie personalità dell'epoca, tra cui Sybil Sanderson, che studiò con lui, Alexandre Dumas e Victor Maurel. Conobbe inoltre Berthe Rambaud, un'allieva che in seguito sposò, e poté riprendere il progetto del Crepusculum, scrivendo il libretto della prima parte della trilogia, I Medici. Nel 1888 si spostò a Milano, dove l'editore Giulio Ricordi gli propose un contratto per la composizione di quest'opera: terminata in poco tempo, avrebbe dovuto essere rappresentata nel 1891, ma Ricordi cambiò idea e la rappresentazione fu rinviata.

### Il successo
Sulla scia del grande successo riportato nel 1890 dalla Cavalleria rusticana di Mascagni, Leoncavallo compose un'opera verista destinata a grande fortuna, Pagliacci. Ne scrisse parole e musica in cinque mesi e la presentò a Ricordi, che però non ne fu convinto; presentò allora il libretto a Edoardo Sonzogno, che acquistò la proprietà dell'opera prima ancora di vederne la partitura. Fu rappresentata per la prima volta il 21 maggio 1892 al Teatro Dal Verme di Milano, sotto la direzione di Arturo Toscanini e riscosse un successo immediato ed è, forse, l'unica creazione di Leoncavallo che non sia mai uscita dal grande repertorio lirico. La sua aria più celebre, Vesti la giubba, registrata da Enrico Caruso, fu il primo disco al mondo a toccare il milione di copie di vendita.
Sonzogno comprò da Ricordi i diritti de I Medici e l'opera fu rappresentata per la prima volta il 9 novembre 1893 sempre al Teatro Dal Verme, ma non ripeté il successo dei Pagliacci, poiché i critici ne rilevarono l'eccessiva dipendenza dai motivi wagneriani. Neanche la successiva opera, Chatterton, rappresentata a Roma nel 1896, ottenne il successo sperato. Anche La bohème, rappresentata per la prima volta al Teatro La Fenice di Venezia nel 1897, dopo un buon avvio iniziale, fu messa in ombra dalla crescente notorietà dell'opera omonima di Puccini (1896), con cui condivide il titolo e il soggetto, basato sul romanzo Scènes de la vie de Bohème di Henri Murger.

### Ultimi anni
Dopo un periodo giovanile ricco di viaggi, verso la fine del XIX secolo Leoncavallo approdò a Brissago in Svizzera, dove nel 1903 affidò all'architetto Bernasconi il compito di costruirgli Villa Myriam. Lì il Maestro visse fino al 1916, anno in cui dovette venderla per far fronte alle ristrettezze finanziarie. Fino a quel momento, la villa fu un punto di ritrovo per direttori di teatro, scrittori, cantanti ed editori di primo piano. I brissaghesi, consapevoli del suo attaccamento al loro villaggio, gli concessero nel 1904 la cittadinanza onoraria.

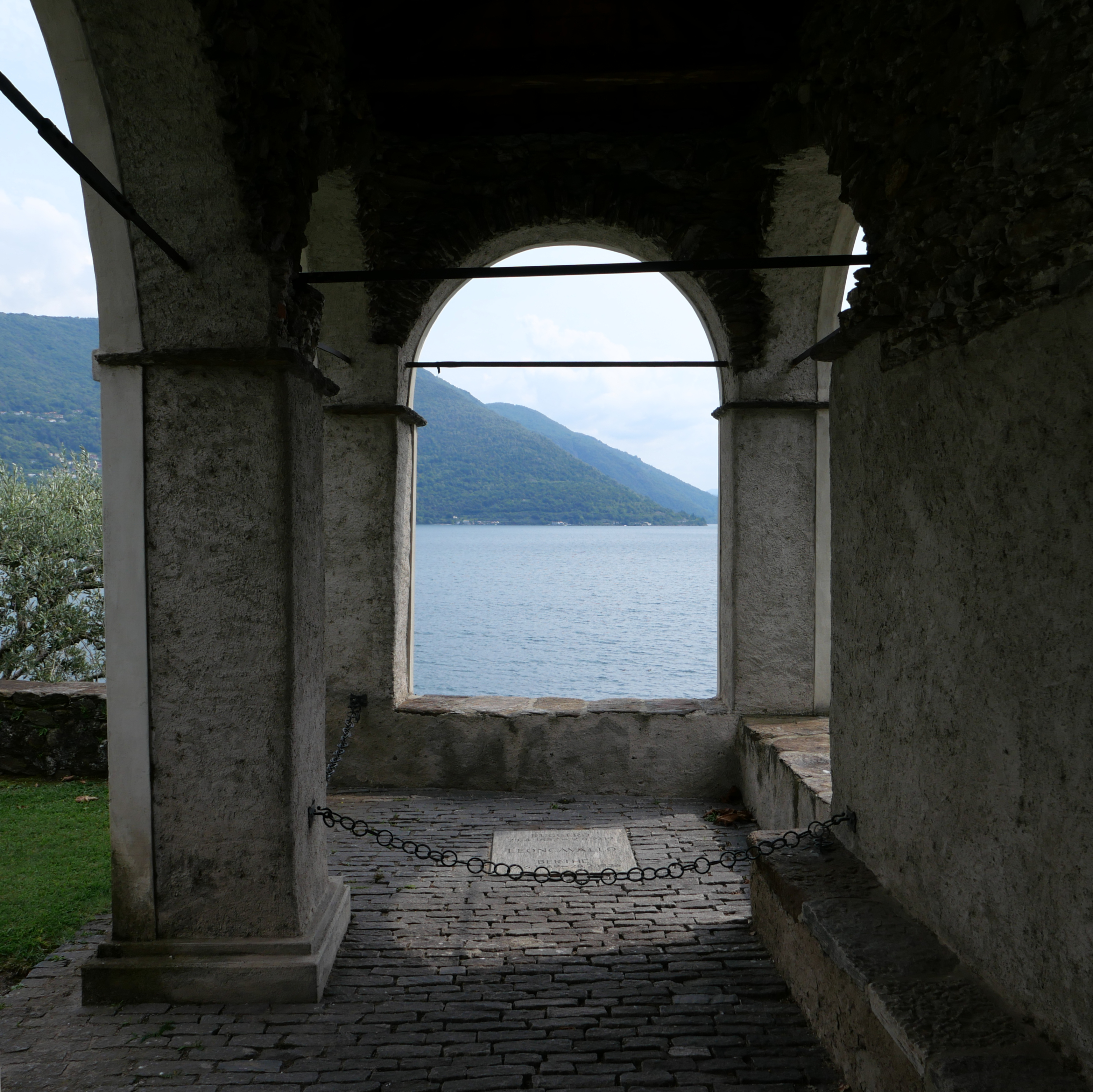
La tomba nel 2025.

L'attività di Leoncavallo fu prolifica, ma il successo di Pagliacci non venne più replicato. Si ricordano l'opera Zazà del 1900, di cui due arie sono rimaste in repertorio, e le operette per il Teatro Reinach di Parma: La reginetta delle rose andata in scena il 30 dicembre 1914, La candidata il 10 gennaio 1916 e Prestami tua moglie (quest'ultima rappresentata al Teatro del casino di Montecatini a settembre del 1916, replicata al Teatro Alfieri di Torino a ottobre e poi altrove, e al Teatro La Fenice di Venezia nel 1921).
Leoncavallo ebbe maggiore fortuna con le romanze: ne compose molte, la più famosa delle quali è Mattinata scritta per la Gramophone Company e prevista per la voce di Enrico Caruso; lo stesso Leoncavallo suonò il pianoforte durante la prima incisione avvenuta l'8 aprile del 1904 e interpretata proprio da Caruso.
Il compositore morì a Montecatini Terme nel 1919. Fu seppellito a Firenze nel cimitero delle Porte Sante. Le sue spoglie mortali, assieme a quelle di sua moglie Berthe, dando seguito al suo desiderio, verranno traslate a Brissago (Canton Ticino-Svizzera) sul Lago Maggiore nel 1989: la tomba è situata nel portico del XVII secolo della chiesa rinascimentale della Madonna di Ponte.
 Brissago è anche sede di un museo dedicato alla memoria del compositore. Gran parte del patrimonio artistico di Leoncavallo è oggi conservato al Fondo Leoncavallo nella vicina Locarno.

## Composizioni

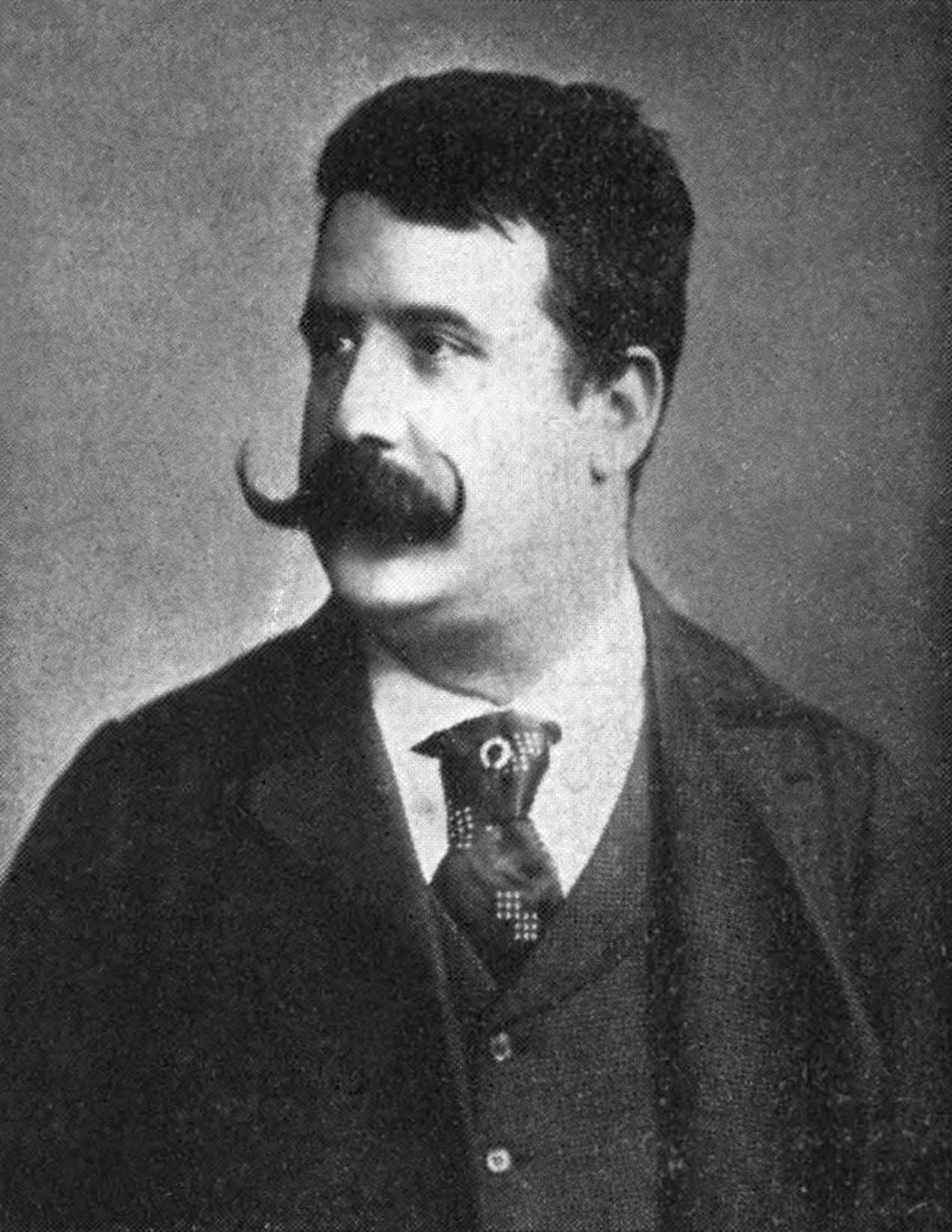
Ruggero Leoncavallo

### Opere
- Pagliacci (Milano, 21 maggio 1892)
- I Medici (Milano, 10 novembre 1893)
- Chatterton (Roma, 10 marzo 1896)
- La bohème (Venezia, 6 maggio 1897)
- Zazà (Milano, 10 novembre 1900)
- Der Roland von Berlin (Berlino, 13 dicembre 1904)
- Maià (insuccesso al Teatro Costanzi di Roma, 15 gennaio 1910 diretta da Pietro Mascagni con Emma Carelli e Domenico Viglione Borghese)
- Zingari (Londra, 16 settembre 1912)
- Mameli (Genova, 27 aprile 1916)
- Edipo re (rappresentata postuma a Chicago il 13 dicembre 1920)

### Operette
- La jeunesse de Figaro (USA, 1906)
- Malbrouck, fantasia comica-medievale in 3 atti, libretto di Angelo Nessi (Roma, 20 gennaio 1910) al Teatro Drammatico Nazionale
- La reginetta delle rose, in 3 atti, libretto di Giovacchino Forzano (24 giugno 1912) première contemporanea, nel Teatro Costanzi di Roma diretta da Costantino Lombardo e nel Teatro Politeama Giacosa di Napoli
- Are you there? (Londra, 1913) al Prince of Wales Theatre
- La candidata, in 3 atti, libretto di Giovacchino Forzano (Roma e Torino, 6 febbraio 1915) al Teatro Drammatico Nazionale ed al Teatro Politeama Chiarella
- Prestami tua moglie, libretto di Edmondo Corradi (Salone di Cura Montecatini, 2 settembre 1916)
- Goffredo Mameli, libretto di Gualtiero Belvederi (Genova, Teatro Carlo Felice, 27 aprile 1916)
- A chi la giarrettiera?, libretto di Edmondo Corradi (Salone di Cura di Montecatini e Teatro Adriano di Roma, 6 ottobre 1919)
- Il primo bacio, libretto di Luigi Bonelli (Salone di Cura di Montecatini, 29 aprile 1923)
- La maschera nuda, completata da Salvatore Allegra, libretto di Luigi Bonelli e Ferdinando Paolieri (Napoli, 2 maggio 1925) al Politeama Giacosa

### Altre composizioni
- La nuit de mai - Poema sinfonico tratto da Alfred de Musset - Sala Kriegelstein, Parigi 1886
- Seraphitus Seraphita - Poema sinfonico tratto da Séraphîta di Honoré de Balzac - Teatro alla Scala, Milano, 1894
- Pierrot au cinema - Capriccio d'amore - libretto di C. Trulet, 1916
- Messa da requiem (incompiuta) - Completata dal Maestro József Ács nel 2009. Il requiem completo è stato eseguito in prima rappresentazione mondiale al Festival Leoncavallo a Brissago (Svizzera) il 22 agosto 2009.
- Mattinata - Romanza, scritta per Enrico Caruso nel 1903
- Di viva fiamma, di sangue vivo, inno composto per la Croce Rossa Italiana nel 1901.

Ci sono inoltre numerose altre romanze e composizioni per canto e pianoforte e pianoforte solo.